# Universiteit van Limpopo
De Universiteit van Limpopo (Engels: University of Limpopo) is een  universiteit in de Zuid-Afrikaanse provincie Limpopo. Deze universiteit werd opgericht op 1 januari 2005 door een samengaan van de Universiteit van het Noorden en de Medische Universiteit van Zuid-Afrika (ook wel MEDUNSA). De voormalige instellingen dienen tegenwoordig als Turfloop- en MEDUNSA-campus van de universiteit.

## Bekende alumni
- Cyril Ramaphosa, onder meer jurist en vakbondsleider
- Frank Chikane, theoloog en anti-apartheidsactivist
- Riah Phiyega, eerste vrouwelijke politiecommissaris van Zuid-Afrika